# Ottu
Ottu (Malayalam ഒട്ടു) ist ein konisches Doppelrohrblattinstrument ohne Grifflöcher, das manchmal in der südindischen religiösen und klassischen Musik als Bordunbegleitung des melodieführenden Doppelrohrblattinstruments nadaswaram gespielt wird. Die nur einen Ton produzierende ottu wird in dieser Funktion heute überwiegend durch eine shrutibox ersetzt.

## Bauform

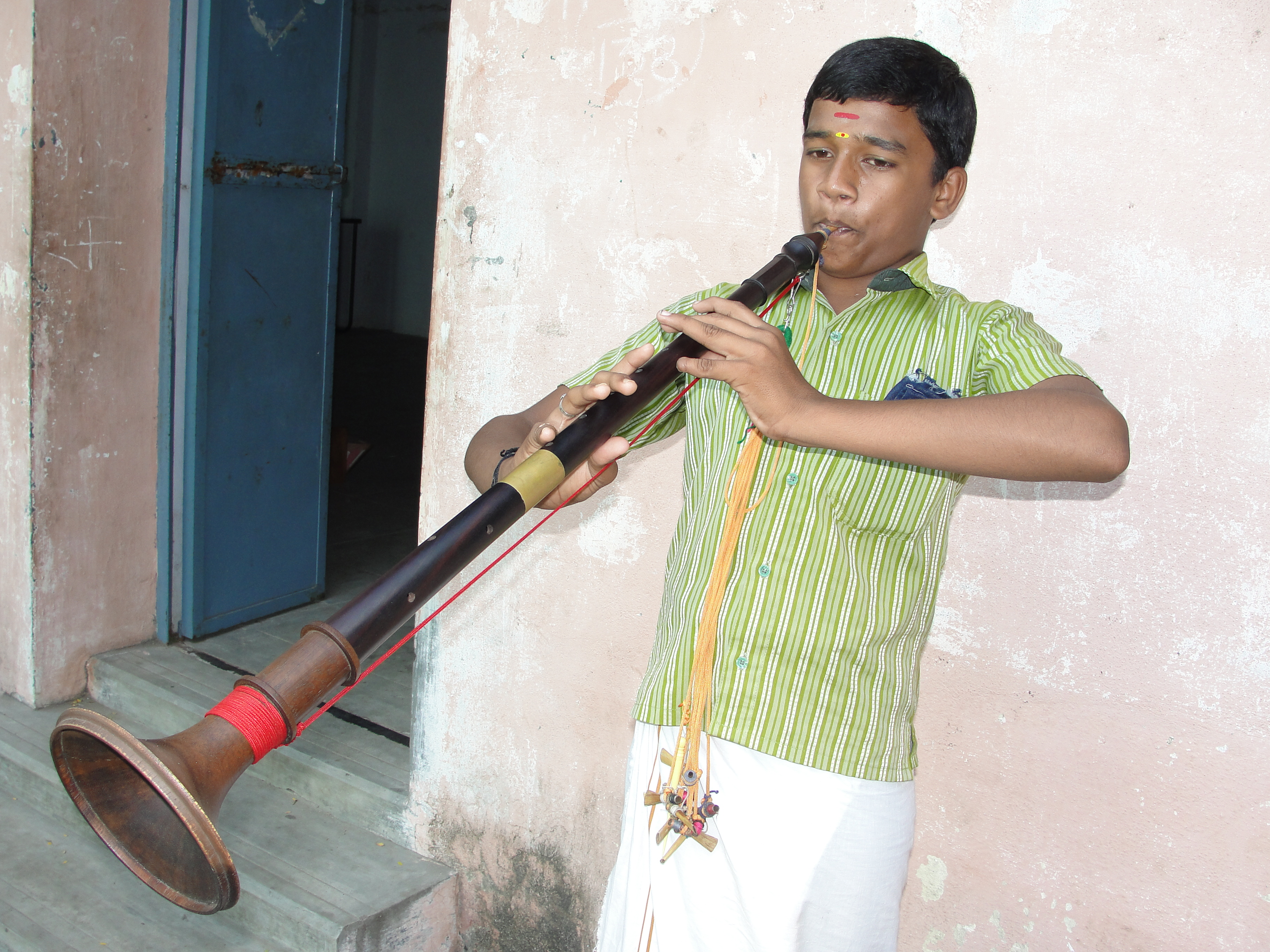
Ein Musiker mit einer nadaswaram, die bis auf die Grifflöcher baugleich mit der ottu ist. Am unteren Ende sind mit Wachs verschlossene Stimmlöcher erkennbar. An den Schnüren hängen Ersatzrohrblätter

Die ottu besitzt wie die nadaswaram ein konisches Spielrohr aus einem dunklen harten Holz (bevorzugt Ebenholz) und ist etwa gleich lang oder etwas länger ist als Melodieinstrument, dessen Länge ungefähr zwischen 80 und 95 Zentimeter beträgt. Damit sind die südindischen Kegeloboen länger als ihre nordindischen Gegenstücke: die als Melodieinstrument gespielte shehnai und das zu ihrer Begleitung eingesetzte Borduninstrument sur shehnai. Die langen Rohrblätter (shivali) aus Schilfrohr von nadaswaram und ottu sind an einer kleinen zylindrischen Metallhülse (kendai) festgebunden, die in eine Metallspange (mel anaichu) gesteckt wird. Mehrere nach jedem Spiel oder Musikstück zu wechselnde Rohrblätter sind an Schnüren festgebunden, die am Instrument herabhängen. Eine Lippenstütze ist nicht vorhanden. Das untere Rohrende mündet in einen breiten Schalltrichter aus Messing oder Holz.
Da Grifflöcher fehlen, produziert die ottu nur einen Ton. Am unteren Ende sind fünf oder sechs Löcher in das Rohr gebohrt. Diese Löcher werden ganz oder teilweise mit Wachs verschlossen, um den Ton auf die gewünschte Höhe zu stimmen. Die nadaswaram besitzt neben ihren Grifflöchern ebenfalls fünf Stimmlöcher am unteren Rohrende.

## Herkunft

### Rohrblattinstrumente
Ob sich Sanskrit nadi (IAST nāḍī, „Röhre, Pfeife“) für ein Musikinstrument in vedischen Texten auf eine Kegeloboe bezog, ist nicht gesichert. In der um die Zeitenwende aus älteren Schriften entstandenen Bhagavad Gita wird als militärisches und zeremonielles Blasinstrument lediglich das Schneckenhorn (Sanskrit shankha) genannt. Gedoppelte zylindrische Rohrblattinstrumente vom Typ des griechischen aulos waren seit dem 3. Jahrtausend v. Chr. in Mesopotamien bekannt. Aus der zur selben Zeit entstandenen Indus-Kultur sind keine entsprechenden Darstellungen überliefert. Ein solches gedoppeltes Rohrblattinstrument aus zwei in einem spitzen Winkel an den Mund gehaltenen Spielröhren ist erst auf einem Relief am Stupa von Sanchi aus dem 1. Jahrhundert v. Chr. abgebildet und gehört dort zu einer Gruppe fremdländischer Musiker.
In den letzten vorchristlichen Jahrhunderten begann über das Griechisch-Baktrische Königreich die Übernahme griechischer, west- und zentralasiatischer Kultureinflüsse. Bei den Darstellungen von Musikinstrumenten der nordwestindischen Gandhara-Kunst aus dem 1. bis 3. Jahrhundert n. Chr. sind griechische Einflüsse erkennbar. Dies gilt auch für die in dieser Zeit entstandenen Skulpturen aus dem nordindischen Mathura. Ein Pfeilerrelief aus dem 2. Jahrhundert n. Chr. zeigt die in der indischen Kunstgeschichte seltene Abbildung eines Musikers mit einem Doppelblasinstrument aus zwei verbundenen Spielrohren, das ansonsten nur an Reliefs aus Gandhara vorkommt. Die beiden konischen Spielrohre des mutmaßlichen Rohrblattinstruments sind entweder wie bei einer Doppelflöte miteinander verbunden oder wurden zusammen gehalten.
Aus den folgenden Jahrhunderten des 1. Jahrtausends ist fast nicht über indische Doppelblasinstrumente und Rohrblattinstrumente bekannt. Die vielleicht älteste namentliche Erwähnung eines Rohrblattinstruments ist mavari oder madvari in Matangas musikwissenschaftlicher Abhandlung Brihaddeshi aus dem 6. bis 8. Jahrhundert. Damit lässt sich Bigamudre Chaitanya Deva (1975) zufolge eine Kontinuität indischer Rohrblattinstrumente seit der Zeitenwende, also vor der ersten Eroberung des Sindh durch muslimische Araber Anfang des 8. Jahrhunderts, belegen. Alastair Dick (2016) sieht hingegen keine Verbindung zum Namen muhuri, der in der enzyklopädischen Abhandlung Manasollasa aus dem 12. Jahrhundert vorkommt und für die heute in der Volksmusik Zentral- und Ostindiens gespielte Kegeloboe mohori steht. Dick leitet diesen Namen von arabisch mizmar her, während ihn Deva mit mori verbindet, was in mehreren indischen Sprachen „Kanal“, „Rohr“ bedeutet. Damit wäre eine Parallele zur in Südindien gespielten kurzen Kegeloboe kuzhal hergestellt, deren Namen mit Kannada kolalu und Tamil kuzhavi, beidesmal „Rohr“, „Flöte“, in Verbindung steht.
„Rohr“ und „Flöte“, die Übersetzung von persisch und arabisch nay, ist auch im Namen shehnai enthalten. Die heute in der nordindischen klassischen Musik gespielte shehnai stammt nach allgemeiner Auffassung von einer Kegeloboe ab, die als Bestandteil des westasiatisch-zentralasiatischen Zeremonialmusikensembles naubat nach Indien gelangte. Zum naubat gehörten außerdem unter anderem das Kesseltrommelpaar naqqara, die konische Langtrompete karna und die gerade Langtrompete nafīr. Die nafīr und die arabisch-persische Kegeloboe surna(y), von der die shehnai ihren Namen erhielt, werden im Tajul Maasir, der im 12./13. Jahrhundert verfassten Geschichtschronik des Sultanats von Delhi erwähnt.
Das Wort nadaswaram (auch nagasvara) ist seit dem 14. Jahrhundert überliefert und konnte früher nicht nur die südindische lange Kegeloboe, sondern – als einer von mehreren Namen – Rohrblattinstrumente allgemein bezeichnen, einschließlich das gedoppelte Rohrblattinstrument pungi der Schlangenbeschwörer, das mit dem zweiten Spielrohr einen Bordunton produziert. Einige der regionalen indischen Kegeloboen könnten auf die Zeit vor den muslimischen Eroberungen zurückgehen. Südindische Namen für Kegeloboen sind außer nadaswaram und ottu auch mukhavina, kuzhal und ferner olaga (für eine nadaswaram, die in einem historischen höfischen Ensemble eingesetzt wird).

### Borduninstrumente
Die Auffassung von indischer Musik basiert auf der metaphysischen Vorstellung einer durch die heilige Silbe Om erschaffenen und beständig von deren Klang (nada brahman, „Ursprung des Klangs“) in Bewegung gehaltenen Welt. Entsprechungen zu metaphysischen Ideen machen den Gehalt der klassischen und religiösen indischen Musik aus. Deren musikalische Struktur ist monodisch-melodisch nach den Regeln eines Ragas aufgebaut, bei dem sich die Melodie über einem ununterbrochenen Bordunton oder – wie bei der Langhalslaute tanpura – über einem Klangteppich aus mehreren Tönen entfaltet. Dieser Bordunklang beginnt vor dem Einsatz des Melodieinstruments und repräsentiert symbolisch den Weltenklang. Der Bordun in der indischen Musik ist also primär kein kompositorischer Ansatz, sondern ein philosophisches Konzept. Im musikalischen Werk kommt es auf das ntervall zwischen Melodieton und Bordunton an. Ein konsonantes Intervall zum Bordun erzeugt eine friedvolle glückliche Stimmung, ein dissonantes bewirkt eine störende Unruhe.

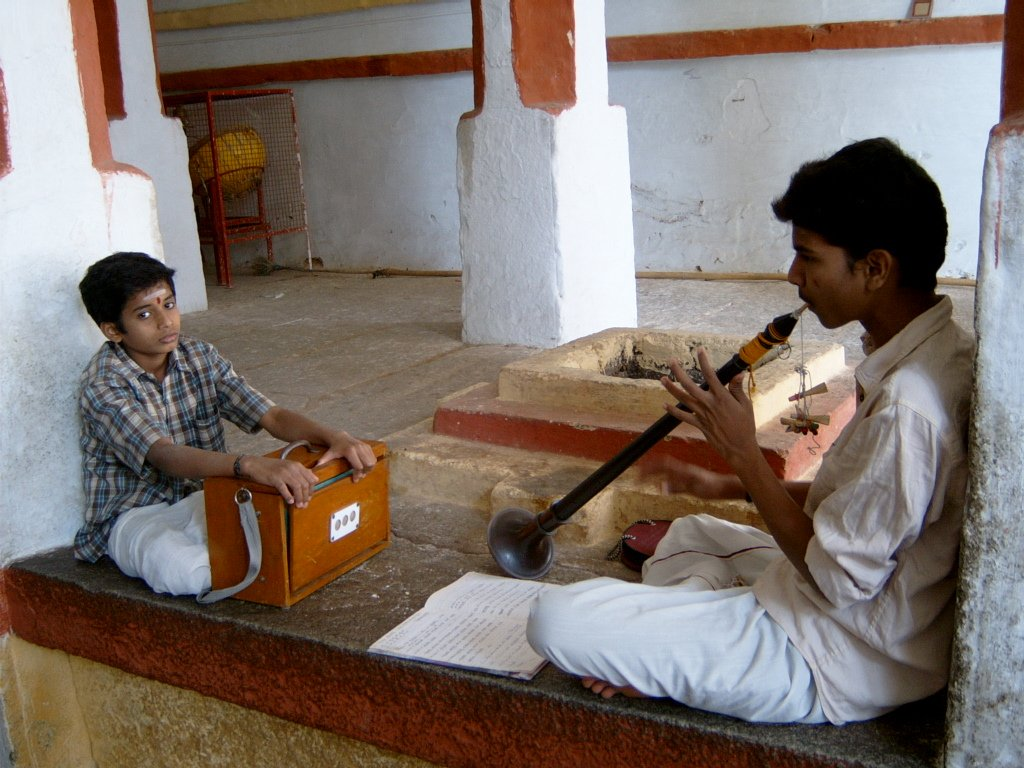
Übender nadaswaram-Spieler in einem Tempel in Bangalore, der vom Bordunton einer shrutibox begleitet wird

Grundsätzlich ist jedes Musikinstrument, das einen andauernden Ton hervorbringen kann, für diesen Zweck geeignet. Dies trifft vor allem auf Blasinstrumente zu. Im epischen Gedicht Kumārasambhava des Kalidasa (4./5. Jahrhundert), der als bedeutendster Dichter der klassischen Sanskritdichtung gilt, kommt in Canto V im Zusammenhang mit den himmlischen Musikern (kinnara) das Wort tāna vor, das auch als sthāna („feststehen“, „unverändert bleiben“, vgl. -stan) gelesen werden kann und als „feste Tonhöhe“ oder vielleicht „Bordun“ übersetzt wird. Der Sanskritologe und Musikwissenschaftler V. Raghavan vermutet mit Bezug auf Kalidasa, dass seit mindestens jener Zeit Flöten als Borduninstrumente (sthānaka, „Stellung“, „Positur“) verwendet wurden. Flöten gehörten ansonsten zu den hauptsächlichen Melodieinstrumenten. Im musikwissenschaftlichen Werk Sangita Ratnakara des Sarngadeva (13. Jahrhundert) wurde die Flöte zusammen mit der Doppelkonustrommel mridangam zur Begleitung eines Gesangschors eingesetzt. Laut einem Kommentar des Musiktheoretikers Kallinatha (15. Jahrhundert) zum Sangita Ratnakara sorgte die Flöte dabei entweder für eine Vorwegnahme der melodischen Phrasen oder für einen Bordunton. Die viersaitige tanpura als Borduninstrument der höfischen Musik wurde erst im 16. Jahrhundert im Mogulreich eingeführt.
Als Borduninstrument verwendete Flöten sind in Südasien heute unüblich. Zu den Ausnahmen gehören die in einer regionalen Volksmusik in Pakistan gespielte Doppelflöte doneli und die seltene Querflöte surpava in Maharashtra. Gedoppelte Rohrblattinstrumente wie der antike aulos, bei denen ein Musiker zur Melodie einen Bordunton bläst, sind ebenfalls unüblich, abgesehen von der pungi und vereinzelt Sackpfeifen, die in der nordindischen Volksmusik als mashak und in Südindien auf Tamil als sruti upanga bekannt sind. Nadaswaram und ottu bzw. in Nordindien shehnai und shehnai sur werden stets von zwei Musikern gespielt. Die Silbe sur (von Sanskrit swara, „Note“, „Tonstufe“), die im Namen weiterer Musikinstrumente vorkommt (darunter der Langhalslauten sursingar und swarabat sowie der Kastenzither swarmandal), kann auch wie bei der shrutibox „Bordunton“ bedeuten. Anstelle der ottu wird seit den 1960er Jahren üblicherweise eine shrutibox im Zusammenspiel mit der nadaswaram verwendet. Das über einen mit der Hand bewegten Blasebalg mit Luft versorgte Durchschlagzungeninstrument produziert bequemer und gleichmäßiger als die ottu den über eine längere Zeit benötigten Bordunton.

## Spielweise
Durch die mit Wachs ganz oder teilweise verschließbaren Stimmlöcher lässt sich die ottu genau auf die dem Raga entsprechenden Tonhöhe des Grundtons (sa) einstellen. Um einen ununterbrochenen Ton zu produzieren, wird die ottu mit Zirkularatmung geblasen. Der Klang von ottuund nadaswaram ist laut und durchdringend schrill. Die nadaswaram gilt als religiös verheißungsvoll, entsprechend lautet ihr Beiname mangala vadyam. Das „verheißungsvolle Musikinstrument“ ist das führende Melodieinstrument im lautstarken Tempelmusikensemble periya melam. Hierzu gehören außer einer oder besser zwei nadaswaram eine ottu, eine oder besser zwei zweifellige Fasstrommeln tavil und Handzimbeln talam als Taktgeber. Dieses Ensemble tritt bei Prozessionen an religiösen Jahresfesten und in Hindutempeln bei täglichen Segnungsritualen (puja) auf. Wegen des durchdringenden lauten Klangs von nadaswaram und ottu eignet sich dieses Ensemble besonders für die Musik im Freien. Andere Blasinstrumente, die in Südindien je nach der spezifischen Tradition eines Tempels Rituale des Tempelpriesters begleiten, sind die kurze Kegeloboe mukhavina, die geraden Messingtrompeten tiruchinnam und ekkalam, die Langtrompete gowri kalam mit einem dreiteiligen konischen Rohr, die kurze Querflöte venu (auch pullanghuzhal), die gebogene Naturtrompete kombu und das Schneckenhorn shangu.
Außerdem spielen nadaswaram-Ensembles bei Hochzeiten, bei bestimmten Volkstheatern und seit etwa der Mitte des 20. Jahrhunderts in Tamil Nadu, Andhra Pradesh, Karnataka und Kerala klassische Musik in Konzertsälen. Für Aufführungen südindischer klassischer Musik werden überwiegend Vokalkompositionen und daneben mallari genannte Instrumentalstücke der nadaswaram-Tempelmusiktradition verwendet.